# Karl Runert
Karl Johan Emanuel Runert, född 15 augusti 1887 i Helsingborg, död där 28 mars 1958, var en svensk målare, konsthantverkare och teaterdekoratör.
Runert studerade vid tekniska skolan i Helsingborg och i München. Han medverkade i utställningar arrangerade av Konstklubben i Helsingborg. Han arbetade med teaterdekorationer och utförde även småskaliga dekorativa arbeten i kyrkor. Hans stafflikonst består av gatu- och hamnmotiv från Helsingborg, blomsterstilleben och religiösa kompositioner. 